# Unsichtbare Gegner
Pour plus de détails, voir Fiche technique et Distribution.
Unsichtbare Gegner est un film germano-autrichien réalisé par Rudolph Cartier, sorti en 1933. Une version française a été tournée sous le titre Les Requins du pétrole.

## Fiche technique
- Titre : Unsichtbare Gegner
- Réalisation : Rudolph Cartier
- Scénario : Ludwig von Wohl, Philipp Lothar Mayring, Heinrich Oberländer et Reinhart Steinbicker
- Photographie : Georg Bruckbauer et Eugen Schüfftan
- Montage : Rudi Fehr et Rudolf Schaad (en)
- Musique : Rudolph Schwarz
- Pays d'origine : Autriche - Allemagne
- Format : Noir et blanc - 1,33:1 - Mono
- Genre : drame
- Date de sortie : 1933

## Distribution
- Gerda Maurus : Sybil Herford
- Paul Hartmann : Peter Ugron
- Oskar Homolka : James Godfrey
- Peter Lorre : Henry Pless
- Paul Kemp (en) : Hans Mertens
- Raoul Aslan : J. Delmonte
- Leonard Steckel (en) : Santos
- Eva Schmid-Kayser : Eva Ugron
- John Mylong
- Otto Schmöle